# スペイン岬の謎
『スペイン岬の謎』（スペインみさきのなぞ、The Spanish Cape Mystery ）は、1935年に発表されたエラリー・クイーンの長編推理小説。
エラリー・クイーン（作者と同名の探偵）が登場する作品であり、タイトルに国名が含まれる、いわゆる「国名シリーズ」の最後の作品である。

## あらすじ
北大西洋に面して、大きな花崗岩の岩塊のような岬が突出し、本土とは狭い狭路でしかつながっていない。岬は、スペイン岬とあだ名されている。岬の両側には公開の海水浴場がある。岬の上には、ゴッドフリー家のスペインの農園屋敷(アシエンダ)風の夏の別荘がある。夏の間、ゴッドフリー夫妻とその娘ローザ。妻ステラの弟もデーヴィッド・カマーが毎年のように滞在している。この夏は、ゲストが数人。
ローザは伯父のデーヴィッドと散歩していて、大男に襲われる。襲撃者は、デーヴィッドを客人の一人、女たらしで山師のジョン・マーコと勘違いしたまま、暴力をふるい、ローザを連れ去る。
エラリー・クイーンは、父の親友マクリン判事と休暇を過ごすため、この地を訪れ、友人の別荘で過ごす予定。二人は、海岸の小屋の前に放置されている車を見つけて、そばの小屋を覗いて、椅子に縛られて、気を失っているローザを発見する。伯父のデーヴィットの消息は分からない。殺害されたのではないかと憶測される。しかし、死体は発見されない。
そこへ謎の電話の指示に従い、ローザの婚約者のアール・コートが駆けつけてきて、女たらしのジゴロ、ジョン・マーコが殺害されたことを知らせる。クイーンは地元警察のモリー警視の要請で捜査に協力することになる。
ジョン・マーコは、テラスの椅子に腰を下ろしたまま死んでいた。黒の中折れ帽をかぶり、右手にステッキを持ち、オペラマントを肩にはおり、ただしそれ以外は真っ裸だったのだ。水着もなしで。着衣はない。彼は左手で手書きを書いていたようだ。しかも、足の裏には砂の痕跡がないことから、泳いでいたわけではなさそうだ。
屋敷の住人たちとゲストは前夜ブリッジをしていた。途中、コートとマーコはローザのことで争い、マーコは怪しい手紙を受け取り、深夜正装してでかけていった。
エラリーたちは、マーコの部屋を捜査して、呼び出しの手紙が、暖炉の燃えカスの中から拾い出されて、元のように復元されたのが洗面所に置かれているのを見出す。差出人はローザだった。誰が、手紙を燃えカスから拾い上げたのかは不明。
ゴッドフリー夫婦の密かな会話の中で、夫人は、マーコが夫人ステラの愛人で、今いる怪しげなゲストたちは誰一人もステラはこれまで知らなかった人たちで、マーコがステラに招待させたものと打ち明ける。ゲストたちはいずれ怪しすぎで、何を企んでいたのか、どうしてマーコが殺される羽目になったのかが、捜査の鍵になってくる。
マーコは、強請屋だったようで、ゲストたちはその被害者であったことが判明、ところがマーコの死後もお金の請求は続き、それをやっていたのがマーコの死後、失踪していたステラ付きの小間使ピッツによるものだと分かる。彼女は、マーコの口利きでここで働くようになった女で、のちにこれがマーコの妻だった事がわかる。彼女の口から、殺害された直後のマーコの状態がわかり、エラリーはこれで推理のための材料が揃ったと宣言する。

## 提示される謎
- ホワイ・ダニット（被害者は、なぜ裸だったのか）

## 特徴
capeはケープ（マント）と岬のダブルミーニング。

## 登場人物
- ウォルター・ゴドフリー・・・スペイン岬の地主。土地に別荘を建て、多くの使用人や宿泊客と住んでいる。
- ステラ・ゴドフリー・・・ウォルターの妻
- ローザ・ゴドフリー・・・夫妻の娘
- デイヴィッド・カマー・・・ステラの弟
- アール・コート・・・ローザ・ゴドフリーの婚約者の男性。
- バーリー・・・家政婦
- ジョラム・・・雑役係
- ピッツ・・・ステラ付きの小間使
- テイラー・・・家僕
- ローラ・カンスタブル・・・太った中年女性。四十歳
- ジョン・マーコ・・・ジゴロとの悪名高きスペイン系美男。
- セシリア・マン・・・元ブロードウェーの舞台女優
- ジョーゼフ・A・マン・・・アリゾナ出身の男
- キッド船長・・・船長と呼ばれる土地の顔役。
- ペンフィールド・・・弁護士
- ハリー・ステビンズ・・・土地のガソリン商
- ホリス・ウェアリング・・・留守の隣人
- マクリン・・・休暇中の判事
- モリー警視・・・地元の警察官
- エラリー・クイーン・・・主人公。犯罪研究家の名探偵。

## 作品の評価
- エラリー・クイーン・ファンクラブ会員40名の採点による「クイーン長編ランキング」[1]で、本作品は16位となっている。

## 日本語訳
- 『スペイン岬の謎』 井上勇訳、東京創元社、のち創元推理文庫
- 『スペイン岬の秘密』 山本政喜訳、早川書房 ハヤカワ・ポケット・ミステリ
- 『スペイン岬の裸死事件』 石川年訳、角川文庫
- 『スペイン岬の秘密』 大庭忠男訳、ハヤカワ・ミステリ文庫
- 『スペイン岬の秘密』 越前敏弥・国弘喜美代訳、角川文庫。ISBN 978-4041014561（新訳）